# Adrián Marzo
Adrián Carlos Marzo (ur. 24 stycznia 1968 w Santa Fe) – argentyński lekkoatleta specjalizujący się w rzucie młotem i pchnięciu kulą. Siedmiokrotny medalista mistrzostw Ameryki Południowej) (w tym złoty z 1991 roku), medalista mistrzostw ibero-amerykańskich i igrzysk Ameryki Południowej

## Przebieg kariery
W wieku juniorskim między innymi dwukrotnie został złotym medalistą lekkoatletycznych mistrzostw Ameryki Południowej, te tytuły wywalczył w latach 1986-1987. W 1987 roku zaś został brązowym medalistą mistrzostw Ameryki Południowej seniorów. Tytuł mistrza tegoż kontynentu wywalczył dopiero cztery lata później, na mistrzostwach w Manaus. W 1994 zdobył jedyne w karierze dwa medale igrzysk Ameryki Południowej – srebrny w konkurencji rzutu młotem oraz brązowy w konkurencji pchnięcia kulą.
W 1999 jedyny raz w karierze startował w igrzyskach panamerykańskich, gdzie ostatecznie zajął 5. pozycję. W latach 2002–2004 udało mu się zdobyć dwa brązowe medale na mistrzostwach ibero-amerykańskich.
W latach 2001–2004 zdobył pięć tytułów mistrza Argentyny – dwa w konkurencji rzutu młotem oraz trzy tytuły w konkurencji pchnięcia kulą.

## Osiągnięcia
| Rok     | Zawody                                             | Miasto         | Miejsce | Konkurencja        | Wynik |
| ------- | -------------------------------------------------- | -------------- | ------- | ------------------ | ----- |
| 1984    | Mistrzostwa Ameryki Południowej juniorów młodszych | Tarija         | 1.      | rzut młotem (5 kg) | 59,14 |
| 1986    | Mistrzostwa panamerykańskie juniorów               | Winter Park    | 3.      | rzut młotem        | 56,16 |
| 1986    | Mistrzostwa świata juniorów                        | Ateny          | 20. H   | rzut młotem        | 55,52 |
| 1986    | Mistrzostwa Ameryki Południowej juniorów           | Quito          | 1.      | rzut młotem        | 64,88 |
| 1987    | Mistrzostwa Ameryki Południowej juniorów           | Santiago       | 1.      | rzut młotem        | 60,88 |
| 1987    | Mistrzostwa Ameryki Południowej                    | São Paulo      | 3.      | rzut młotem        | 59,94 |
| 1991    | Mistrzostwa Ameryki Południowej                    | Manaus         | 1.      | rzut młotem        | 65,12 |
| 1994    | Igrzyska Ameryki Południowej                       | Valencia       | 2.      | rzut młotem        | 66,98 |
| 1994    | Igrzyska Ameryki Południowej                       | Valencia       | 3.      | pchnięcie kulą     | 16,88 |
| 1995    | Mistrzostwa Ameryki Południowej                    | Manaus         | 2.      | rzut młotem        | 69,04 |
| 1997    | Mistrzostwa Ameryki Południowej                    | Mar del Plata  | 2.      | rzut młotem        | 66,36 |
| 1998    | Mistrzostwa ibero-amerykańskie                     | Lizbona        | 5.      | rzut młotem        | 67,50 |
| 1999    | Mistrzostwa Ameryki Południowej                    | Bogota         | 3.      | rzut młotem        | 64,09 |
| 1999    | Igrzyska panamerykańskie                           | Winnipeg       | 5.      | rzut młotem        | 65,55 |
| 2000    | Mistrzostwa ibero-amerykańskie                     | Rio de Janeiro | 5.      | rzut młotem        | 66,36 |
| 2001    | Mistrzostwa Ameryki Południowej                    | Manaus         | 2.      | rzut młotem        | 69,69 |
| 2002    | Mistrzostwa ibero-amerykańskie                     | Gwatemala      | 3.      | rzut młotem        | 66,71 |
| 2003    | Mistrzostwa Ameryki Południowej                    | Barquisimeto   | 7.      | pchnięcie kulą     | 14,85 |
| 2003    | Mistrzostwa Ameryki Południowej                    | Barquisimeto   | 2.      | rzut młotem        | 67,25 |
| 2004    | Mistrzostwa ibero-amerykańskie                     | Huelva         | 3.      | rzut młotem        | 67,89 |
| 2005    | Mistrzostwa Ameryki Południowej                    | Cali           | 5.      | rzut młotem        | 65,26 |
| 2006    | Mistrzostwa ibero-amerykańskie                     | Ponce          | 5.      | rzut młotem        | 64,29 |
| 2006    | Mistrzostwa Ameryki Południowej                    | Tunja          | 4.      | rzut młotem        | 64,90 |
| 2007    | Mistrzostwa Ameryki Południowej                    | São Paulo      | 6.      | rzut młotem        | 63,57 |
| 2008    | Mistrzostwa ibero-amerykańskie                     | Iquique        | 7.      | rzut młotem        | 61,99 |
| Źródło: |                                                    |                |         |                    |       |

## Rekordy życiowe
Rekord życiowy w rzucie młotem to 70,12 m i został ustanowiony 9 kwietnia 2000 w Santa Fe, natomiast rekord życiowy zawodnika w pchnięciu kulą to 16,46 m i został ustanowiony 6 czerwca 2004 w Rosario.